# Eriphus haematoderus
Eriphus haematoderus là một loài bọ cánh cứng trong họ Cerambycidae.